# Urtica thunbergiana
Urtica thunbergiana Siebold. & Zucc. è una pianta della  famiglia delle Urticacee che cresce in Russia orientale, Giappone, Corea, Cina e Taiwan, negli habitat più umidi tra le montagne.
Fiorisce tra luglio e settembre e i suoi semi maturano da agosto a ottobre.
Le larve della Vanessa delle ortiche, una specie di farfalla, si nutrono di U. thunbergiana.
L'U. thunbergiana ha un nome cinese usato comunemente a Taiwan – yǎorénmao (cinese tradizionale: 咬人貓; letteralmente: "gatto che morde") – e un altro nome usato comunemente nella Cina continentale – yǎorénxúnmá (cinese semplificato: 咬人荨麻; letteralmente: "ortica che morde").